# جنك أنس أوزر
جنك أنس أوزر (بالتركية Cenk Enes Özer) كاتب روائي تركي يكتب رواياته في قالب إسلامي.

## نشأته وتعليمه
وُلد الكاتب جنك أنس أوزر في ديسمبر عام 1978 الموافق لشهر محرم عام 1399 هـ. يعيش في مدينة أنقرة. في عام 1996 انتقل إلى مدينة إسكيشهير للالتحاق دراسياً بجامعة الأناضول التي تعد ثاني أكبر جامعة حول العالم من حيث عدد المنتسبين إليها. عاد مرة أخرى للاستقرار في أنقرة بعد أن أنهى دراسته الجامعية في قسم العلوم المالية بكلية الاقتصاد عام 2000.

## حياته المهنية
بعد التخرج، توجه أوزر لأداء واجب الخدمة العسكرية، كما شغل مناصب في الإدارات المالية في عدة جهات مختلفة حتى عام 2007 عندما بدأ العمل ككاتب
.
نشر كتابه الأول «من الخادم؟» في عام 2007 وهو أيضا الكتاب الأول في سلسلة من سبعة كتب سُميّت «سلسلة الخادم». منذ عام 2007، قام جنك أنس أوزر بإصدار كتاب جديد كل سنة لتكون فيما مجموعه تسعة كتب حتى يومنا هذا. نالت كتبه اهتمام عدد كبير من القرّاء في تركيا خصوصاً من فئة الشباب الناشيء. «سلسلة الخادم» تتكوّن من الكتب التالية: «من الخادم؟»، «عملية الصندوق الأسود»، «كتاب بينداروس»، «حرس السيف»، «إذا أحب الشيطان»، «أرض سينوفا»، و«عدالية». في عام 2013 أنهى أوزر سلسلة رواياته الأولى «سلسلة الخادم» بمؤلفه «عدالية». في بداية عام 2014 نُشر له كتاب«سليمان: طريق البيدق»، وقد فتن بمستواه الخيالي الكثير من قُرّاءه. مؤخراً، نُشر للكاتب رواية مُتمّمة لروايته «سليمان: طريق البيدق» والتي تم تسميتها «سليمان 2: نهاية اللعبة».

يُرعي أوزر قرّاء كتبه والمعجبين بكتاباته بغزارة اهتمامه. كذلك يشارك في الأنشطة في المدارس والمؤسسات التعليمية والتوعوية في بلاده لنشر أفكاره، أيضاً لمساعدة وتشجيع الشباب الناشيء للتوجه إلى تطوير مواهبهم تحت شعار «لماذا لا؟ لا تبدأ بقولك مستحيل! بل اسأل كيف يكون ممكناً.» قد دُعي جنك أنس أوزر إلى أحد مؤتمرات تيدكس بتركيا المُنعقد بواسطة مدرسة كيليتشاسلان الثانوية (بالتركية Kılıçaslan Lisesi) في مدينة قيصرية في الثاني عشر من شهر أبريل/نيسان عام 2014 حيث شارك بكلمة تحفيزية بعنوان: «شرح بديع لحاسة الإيمان». 

إلى جانب كونه زوجاً وأباً لطفلين، فإن أوزر يفني وقته في التحضير لكتبه الجديدة كذلك المشاركة في معارض الكتب وأيام التوقيع واللقاءات بالمهتمين بقراءة رواياته وأعماله الكتابية. في الوقت ذاته، يشارك في العديد من المناسبات والأنشطة المهتمة في مساعدة الشباب الناشيء وتحفيزه نحو الإبداع.

## أعماله الأدبية
في اللغة التركية
- من الخادم؟، سنة النشر: 2007، تاريخ آخر طبعة: أكتوبر 2012، عدد الصفحات: 192، ISBN 9786056240294
- عملية الصندوق الأسود، سنة النشر: 2008، تاريخ آخر طبعة: نوفمبر 2012، عدد الصفحات: 168، ISBN 9786055314033
- كتاب بينداروس، سنة النشر: 2009، تاريخ آخر طبعة: فبراير 2012، عدد الصفحات: 183، ISBN 9786055314064
- حرس السيف، سنة النشر: 2010، تاريخ آخر طبعة: أبريل 2012، عدد الصفحات: 192، ISBN 9786055314132
- إذا أحب الشيطان، سنة النشر: 2011، تاريخ آخر طبعة: يناير 2012، عدد الصفحات: 213، ISBN 9786056240249
- أرض سينوفا، سنة النشر: 2012، تاريخ آخر طبعة: سبتمبر 2012، عدد الصفحات: 210، ISBN 9786055314248
- عدالية، سنة النشر: 2013، تاريخ آخر طبعة: مارس 2013، عدد الصفحات: 245، ISBN 9786055314392
- سليمان 1: طريق البيدق، سنة النشر: 2014، تاريخ آخر طبعة: مارس 2014، عدد الصفحات: 242، ISBN 9786055314651
- سليمان 2: نهاية اللعبة، سنة النشر: 2015، تاريخ آخر طبعة: مارس 2015، عدد الصفحات: 242، ISBN 9786059927314

في اللغة الإنجليزية
- The Servant(وهي ترجمة لكتاب من الخادم؟)، سنة النشر: 2015، تاريخ آخر طبعة: أغسطس 2015، عدد الصفحات: 220، ISBN 9781935295853

## وصلات خارجية
- الموقع الرسمي للكاتب جنك أنس أوزر
- صفحة جنك أنس أوزر على الانستقرام
- صفحة جنك أنس أوزر على قوودريدز
- كلمة جنك أنس أوزر في مؤتمر تيدكس المقام في قيصرية بتركيا في 12 أبريل 2014